# Тай-Коба
Тай-Коба́ (укр. Тай-Коба, крымскотат. Tay Qoba, Тай Къоба) — гора на востоке главной гряды Крымских гор, высшая точка массивов Каратау и Караби-яйлы. Высота — 1254, 1259 м. Является объектом туризма.

## География
Гора сложена из известняков. Распространены карстовые формы рельефа: карры, воронки карстовые, поноры и колодцы. Вершина покрыта горно-луговой растительностью и зарослями ясколки Биберштейна — эндемика Крыма. На северном склоне — редколесья из бука восточного и граба обыкновенного.
В 1.7 км к югу отрог массива гора Ликон и одноимённый перевал.
На горе сохранились останки средневековых оборонных сооружений.  